# 雅江湍蛙
雅江湍蛙（学名：Amolops yarlungzangbo），一种于中华人民共和国西藏自治区墨脱县背崩乡西让村卢工河（努共河）附近的雅鲁藏布江畔发现的两栖动物，隶属于蛙科湍蛙属。
2022年，印度研究人员将雅江湍蛙认定为小耳湍蛙（Amolops gerbillus）的同物异名。

## 形态特征
雅江湍蛙蛙体型较大，雄蛙体长51.2～52.8毫米，雌蛙体长77～99.7毫米。皮肤较光滑，身体背部呈棕黑色，具黄绿色碎斑；四肢背部具有窄横斑；身体腹面为乳黄色，喉部和胸部具稀疏灰黑色斑；四肢腹面藕褐色，零星散有黄绿色碎斑。